# Sylvia Chant
Sylvia Chant (24 de diciembre de 1958 – 18 de diciembre de 2019) fue una geógrafa inglesa, y profesora de geografía del desarrollo en la Escuela de Londres de Economía y Ciencia Política y fue directora del Programa de Urbanización y Programa de Desarrollo LSE en el Departamento de Geografía y Ambiente

## Carrera
Obtuvo un BA por el King's College, Cambridge y su PhD por el University College de Londres en 1984, con la defensa de tesis: Las Olvidadas: un estudio de mujeres, albergadas y estructura familiar en Queretaro, México. Sylvia fue conferenciante en geografía y en estudios latinoamericanos en la Universidad de Liverpool, de 1987 a 1988, antes de unirse al LSE. Murió de cáncer en 2019.

## Contribuciones
Realizó investigaciones sobre género y desarrollo, en particular la "feminización de la pobreza", los medios de subsistencia y el empleo en las zonas urbanas. Trabajó en Costa Rica, México, Filipinas y Gambia. En Gambia trabajó en la resistencia a la mutilación genital femenina.
Es editora del Manual Internacional de Género y Pobreza : Conceptos, Estudios, Política, 2010,

## Premios
- Miembro Royal Society of Arts (2011)
- Beca Leverhulme de investigaciones mayores (2003-2006)
- Adlbertska profesora huésped de Desarrollo Sostenible, Universidad de Gothenburg (2013-2015)

## Obra

### Algunas publicaciones
- (ed.) The International Handbook of Gender and Poverty: Concepts, Research, Policy (Elgar, 2010).

- Geographies of Development in the 21st Century (con Cathy McIlwaine) (Elgar, 2009)

- Gender, Generation and Poverty: Exploring the 'Feminisation of Poverty' in Africa, Asia and Latin America (Elgar, 2007)

- Gender in Latin America (with Nikki Craske) (Latin America Bureau, 2003)

- Mainstreaming Men in Gender and Development (con Matthew Gutmann) (Oxfam, 2000)

- Three Generations, Two Genders, One World (con Cathy McIlwaine) (Zed, 1998)

- (ed.) Women-headed Households: Diversity and Dynamics in the Developing World (Macmillan, 1997, reimpreso 1999)

- Women of a Lesser Cost: Female Labour, Foreign Exchange and Philippine Development (con Cathy McIlwaine) (Pluto, 1995)

- (ed.) Gender and Migration in Developing COuntries (Bellhaven, 1992)

- Women and Survival in Mexican Cities (Manchester University Press, 1991)

- Women in the Third World: Gender Issues in Rural and Urban Areas (con Lynne Brydon) (Elgar, 1989, reimpreso 1993)

- (ed.) Community leadership and self-help housing (Peter Ward and Sylvia Chant) (Pergamon 1987)